# Маска Фу Манчу
«Маска Фу Манчу» (англ. The Mask of Fu Manchu, 1932) — американский фантастический фильм ужасов Чарлза Брэбина по мотивам приключенческих произведений Сакса Ромера.

## Сюжет
Британский археолог сэр Лайонел Бартон (Лоуренс Грант) намерен отправиться в Монголию, чтобы найти гробницу Чингисхана. Разведчик Нейланд Смит (Льюис Стоун) предупреждает его, что он должен добраться до сокровищ гробницы раньше, чем злодей Фу Манчу (Борис Карлофф), которому меч и посмертная маска Чингизхана нужны для того, чтобы поднять восточные народы на борьбу с западной цивилизацией и уничтожить её.
Агенты Фу Манчу выкрадывают Бартона прямо из Британского музея и переправляют его в Китай, где Фу Манчу и его не менее злобная дочь (Мирна Лой) хотят под пыткой выведать у учёного местоположение гробницы. В это время дочь Бартона Шейла (Карен Морли) вместе со своим женихом Терренсом Грэнвиллом (Чарлз Старрет) отправляется к гробнице и начинает раскопки. Они находят роскошное захоронение и достают из него меч и посмертную маску.
Люди Фу Манчу пытаются выкрасть реликвии, но им это не удаётся. Тогда Фу Манчу прибегает к шантажу, угрожая убить находящегося в его власти Бартона. Нейланд Смит отправляет к злодею Грэнвилла с фальшивыми мечом и маской, но Фу Манчу подвергает меч испытанию дуговым разрядом и тот сгорает. Обман раскрыт; Фу Манчу захватывает Грэнвилла и убивает ставшего ненужным Бартона. Затем он изготавливает снадобье, с помощью которого подчиняет себе разум и волю Грэнвилла и отправляет его к Шейле. Грэнвиллу удаётся выманить британцев с найденными реликвиями прямо к засаде. На свободе остаётся только Нейланд Смит, которому удаётся найти способ проникнуть в логово Фу Манчу, но там он тоже попадает в руки к злодею.
Фу Манчу, убедившись, что маска и меч настоящие, призывает к себе представителей всех народов востока и провозглашает начало великой войны с белыми людьми. Война начнётся с того, что он принесёт в жертву языческим богам Шейлу. Однако освободившиеся из застенков англичане во время церемонии захватывают созданную Фу Манчу электрическую пушку и уничтожают всех находящихся в зале, а Грэнвилл мечом Чингисхана убивает Фу Манчу и спасает Шейлу. Вместе со Смитом и остальными они отправляется в Европу. По дороге Нейланд Смит выбрасывает меч Чингисхана в океан, чтобы ничто больше не могло угрожать власти европейцев над миром.

## Релиз
- Фильм вышел на экраны США 5 ноября 1932 года.

## Значение
«Маска Фу Манчу» считается лучшим в цикле о Фу Манчу фильмом 1930-х годов, однако она довольно вольно обыгрывает фабулу романа (где действие происходило в Египте и описывало попытку доктора оседлать брожения освободительного движения арабских стран) и не стала действительно значительным событием в истории приключенческого кинематографа. Возможно, этому помешала избыточная серьёзность, с которой создатели фильма отнеслись к его сюжету, что не позволило смягчить явно присутствующие в нём расистские мотивы. Бытовой расизм был тогда достаточно распространён в США, и фильм это вполне отражает. Наиболее оскорбительные для восточных народов эпизоды фильма в 1970-х годах даже исключались из него для некоторых телетрансляций и выпусков фильма на VHS.

## Интересные факты
- Режиссёр Чарльз Видор через три дня после начала съёмок был уволен студией и заменён Чарлзом Брэбином.

- Для роли Фу Манчу Борис Карлофф каждый день гримировался в течение 2,5 часов.